# 並柳 (松本市)
並柳（なみやなぎ）は、長野県松本市の市街地南東に位置する町名。現行行政地名は並柳1丁目から並柳4丁目。住居表示実施済み。郵便番号は390-0825。

## 概要
西側に田川が、南側に牛伏川が流れている。東側は中山（先端部は弘法山と呼ばれる）がそびえている。中山は一見すると丘陵地のように見えるが、学術的定義では山に該当する。北部にある並柳交差点は、浅間温泉から南進してきたやまびこ道路が90度折れて西進する地点であり、市内でも渋滞が激しい。しばらく前まではセロリの産地として知られ、一面セロリ畑であった。しかし急速な宅地化により、現在ではわずかを残すのみになっている。
やまびこ道路と、並柳交差点から南へ進む並柳小学校前の通り沿いに郊外型専門店が林立しているものの、基本的には住宅が中心の地区である。県営並柳団地は高度経済成長期の人口急増に対応すべく建設された、市内でも代表的な大団地で、松本バスターミナルからアルピコ交通バス並柳団地線が運行されている。
江戸時代には並柳村（波柳、次柳とも）として存在する時期と、並柳･塩ノ崎村として存在する時期、並柳村と塩ノ崎村に分立して存在する時期があった。俗地名としての塩ノ崎は現在も残っている。

## 歴史
- 1994年（平成6年）2月28日 - 住居表示実施[4]。

## 世帯数と人口
2018年（平成30年）10月1日現在の世帯数と人口は以下の通りである。
| 丁目      | 世帯数    | 人口    |
| --------- | --------- | ------- |
| 並柳1丁目 | 360世帯   | 861人   |
| 並柳2丁目 | 452世帯   | 981人   |
| 並柳3丁目 | 514世帯   | 1,195人 |
| 並柳4丁目 | 639世帯   | 1,344人 |
| 計        | 1,965世帯 | 4,381人 |

## 施設
- 弘法山古墳
- 松本市立並柳小学校
- 県営並柳団地
- 松本市並柳運動広場
- 松本並柳簡易郵便局